# The Horizon Has Been Defeated
The Horizon Has Been Defeated – piosenka hawajskiego muzyka Jacka Johnsona, pochodząca z jego wydanego w 2003 roku albumu On and On.
Piosenka odniosła umiarkowany sukces, plasując się na miejscu 43. w Nowej Zelandii oraz na pozycji 31. w Stanach Zjednoczonych.

## Pozycje na listach
| Lista                        | Pozycja |
| ---------------------------- | ------- |
| Billboard Modern Rock Tracks | 31      |
| RIANZ Singles Chart          | 43      |